# Římskokatolická farnost Budislav
Římskokatolická farnost Budislav je územním společenstvím římských katolíků v rámci táborského vikariátu českobudějovické diecéze.

## O farnosti

### Historie
Plebánie se v Budislavi připomíná poprvé v roce 1359. V té době byl také postaven farní kostel, později dále přestavovaný. Matriky ve farnosti začaly být vedeny v roce 1660. Kostel byl do dnešní podoby přestavěn v roce 1754. Ve 20. století přestal být do farnosti ustanovován sídelní kněz.

### Současnost
Farnost Budislav je součástí kollatury farnosti Soběslav, odkud je vykonávána její duchovní správa.
| Fotografie | Kostel                         | Místo    | Bohoslužba             | Bohoslužba             | Poznámka     |
| ---------- | ------------------------------ | -------- | ---------------------- | ---------------------- | ------------ |
|            | Kostel Nanebevzetí Panny Marie | Budislav | neděle úterý           | 11.00 16.00            | farní kostel |
|            | Kaple                          | Budislav | neslouží se pravidelně | neslouží se pravidelně | obecní kaple |
|            | Kaple                          | Hlavňov  | neslouží se pravidelně | neslouží se pravidelně | obecní kaple |
|            | Kaple                          | Katov    | neslouží se pravidelně | neslouží se pravidelně | obecní kaple |